# 皮埃尔-尤金·迪西默蒂埃

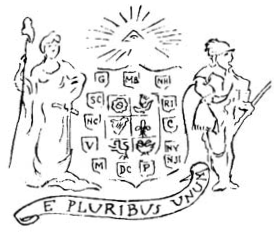
迪西默蒂埃所設計的美國國徽初稿。

皮埃尔-尤金·迪西默蒂埃（原名 Pierre-Eugène Ducimetière，法語：[pjɛʁ øʒɛn dysimtjɛʁ]；1737年9月18日，日内瓦 - 1784年10月，费城，宾夕法尼亚州）是美国哲学会成员，博物学家，美国爱国主義者和肖像画家。

## 生平
迪西默蒂埃出生于日內瓦，他的原名是 Pierre-Eugène Ducimetière 或 Pierre-Eugène du Cimetière。離開瑞士後，他在西印度羣島度過了超過十年的時光，後來他先後去了紐約和費城，在費城安定下來後他改了自己的名字。1768年，他加入美國哲學會，不久成爲其中一位管理員（1771-1781）。
迪西默蒂埃作爲一位藝術顧問服務於美國國徽設計委員會。1776年，他提交的設計建議（包括上帝之眼）最終被採納。此外，他促成了美國座右銘合众爲一的採納。他同樣設計了新澤西州州旗。1779年，他繪製了第一幅著名的乔治·华盛顿肖像，後來被用於1779年發行的一美分硬幣。1781年，他被授予普林斯頓大學（直到1896年被叫作新澤西學院）的榮譽學位。托马斯·杰斐逊的女兒瑪莎·傑斐遜·倫道夫曾向他學習過繪畫。

## 遺產
他以自己旅行時收集和購買的收藏品創立了美國第一座自然史博物館。1782年博物館面向公衆開放，比被公認爲最早的美國博物館——查爾斯頓博物館——早了40年。
他的由 William Dilwyn 給出的硬幣收藏品是美國早期歷史上的第一次收藏品作爲貸款抵押品的記載。這份收藏于1785年3月19日被马修·克拉克森和埃比尼泽・哈扎德公開拍賣。
迪西默蒂埃的後代遍佈瑞士、法國和美國。

## 備註
1. ↑  Helmut Stalder, Swiss made – die Dollarnote, Der Schweizerische Beobachter 26/2010 (December 24, 2010).
2. ↑  .   [2013-05-23]. （原始内容存档于2023-10-02）.
3. ↑  .   [2012-07-29]. （原始内容存档于2012-07-05）.
4. ↑  Levey, Martin, , Isis, 1951, 42: 10–12  [2013-05-23], （原始内容存档于2016-03-14）